# گابریل کازو
گابریل کازو (انگلیسی: Gabriel Kazu؛ زادهٔ ۹ ژوئن ۱۹۹۹) بازیکن فوتبال اهل برزیل است.
از باشگاه‌هایی که در آن بازی کرده‌است می‌توان به باشگاه فوتبال فلامینگو اشاره کرد.
وی همچنین در تیم ملی فوتبال زیر ۲۰ سال برزیل بازی کرده‌است.